# 80-я гвардейская стрелковая дивизия
80-я гвардейская стрелковая Уманьская ордена Суворова дивизия — соединение сухопутных войск Вооружённых Сил СССР в период Великой Отечественной войны. Период боевых действий: с 18 июля 1943 года по 9 мая 1945 года.

## Боевой путь в Великой Отечественной войне

80-я гвардейская стрелковая дивизия на улицах Вены

Сформирована 1 марта 1943 года на базе 298-й стрелковой дивизии (2-го формирования) в соответствии с постановлением Государственного комитета обороны СССР. Первоначально находилась в составе 21-го гвардейского стрелкового корпуса (8-я гв. вдд., 80-я гв. стр. дивизия, 69-я гв. стр. дивизия.), входящего в состав 4-й гвардейской армии Степного, Воронежского, 2-го Украинского фронтов.
В августе 1943 года в составе Воронежского фронта принимала участие в Белгородском и Харьковском наступлениях. В ходе наступления 4-й гвардейской армии принимала участие в освобождении Котельвы. С сентября 1943 года находилась в районе города Градижска, вскоре переведена в первый эшелон корпуса.
В ночь на 6 октября, находясь в передовой группе армии, форсировала реку Днепр, затем расширяла плацдарм на Криворожском направлении.
В ходе дальнейшего наступления в январе-феврале 1944 года принимала участие в разгроме Корсунь-Шевченковской группировки.
Форсировав реку Днестр с мая 1944 года участвовала в боях по освобождению Молдавии. Восточнее Оргеева попала под сильнейшие ночные контратаки противника, тогда её частям пришлось прижаться к самой бровке реки Реут. Некоторые молодые бойцы не выдержав напора противника попытались переплыть реку, но они были расстреляны пулемётным огнём противника с кручи. Несмотря на тяжелейшее положение, всё же удалось сломить атаки врага и зайдя ему во фланг, нанести поражение. До 22 августа 1944 года в составе фронта находилась в обороне, затем приняла участие в наступлении войск на Кишинёв. После освобождения столицы Молдавии своими передовыми частями принимала участие в расчленении и уничтожении групп отступающего противника; так на автомобильной дороге Кишинёв-Быховец отрядом под командованием гв. майора В. П. Самсонова было взято в плен более 400 солдат вермахта. 24 августа в районе с. Лопушно окружена и взята в плен ещё одна группа из 600 солдат, в том числе 28 офицеров, и трофеи: 42 орудия, 87 пулемётов, 800 лошадей. 
 До 5 сентября принимала участие в ликвидации разрозненных блуждающих групп противника, затем была погружена в эшелоны и отправлена под Луцк в резерв ставки ВГК. В конце октября по железной дороге дивизия была переброшена в Румынию и включена в состав 3-го Украинского фронта.
В составе 20-го гвардейского стрелкового корпуса (5-я гв. вдд, 7-я гв. вдд, 80-я гв. стр. див.) вступила на территорию Венгрии. 29 ноября 1944 под командованием полковника Чижова овладела населёнными пунктами Печварад и Перехед. Успешно форсировав р. Дунай принимала участие в освобождении города Мохач. 2 декабря 1944 года освободила город Домбовар, продвинувшись в северном направлении в сторону озера Балатон. 23 декабря в результате упорных боёв овладела важным населённым пунктом Секешфехервар, затем в результате трёхдневных боёв освободила с. Замоль, заняв оборону. На этом участке фронта немецкое командование готовило серию атак, с целью пробиться к своим окружённым войскам в Будапештском котле, сосредоточив в этом районе крупные танковые подразделения. Войска 4-й гвардейской армии вскоре испытали на себе огневую мощь танковых дивизий «Мёртвая голова» и «Викинг». Тогда 80-я дивизия была временно передана для укрепления частей 31-го гвардейского стрелкового корпуса. В первых числах января 1945 года 80-я гвардейская стрелковая дивизия столкнулась с самыми серьёзными боями за всю войну. В результате прорыва мощной танковой группировки противника для оказания помощи осаждённому Будапешту, дивизия в районе Агостиана оказалась на острие многократно превосходящих сил (только по танкам оно превышало в 15 раз). Штаб и тылы дивизии находились в крайне неудачном и открытом месте, на шоссе через горы Вертеш к Будапешту, и после вражеской артподготовки были фактически уничтожены . Во время этих событий 80-я дивизия лишилась своего боевого Знамени, 7 офицеров и 2 младших командира предпочли застрелиться (майоры Губарев, Клочков, капитаны Бевз, Никулин, ст. лейтенант Малофеев, лейтенант Полонский, связистка Долгова). Остатки подразделения выходили с боями из окружения вплоть до 10 января 1945, используя горно-лесистые массивы. После полного разбора событий Верховный Главнокомандующий принял "нестандартное" решение — не подвергать полагающемуся наказанию дивизию и её командование, а позволить искупить вину кровью в качестве штрафного подразделения. "Всем штабам, начиная от батальона и включая штаб дивизии, было приказано во время оборонительных боев располагаться на переднем крае обороны, вместе с ротами. Дивизия должна быть использована на самых опасных направлениях, для закрытия брешей в обороне, для восстановления утраченных позиций. Что это было так, гвардейцы 5-й вдд сталкивались часто, когда меняли в обороне "штрафников", которые выглядели до предела измотанными.
После успешного завершения Балатонской оборонительной операции Советской Армии в феврале 1945 г., штрафной дивизии приказом Верховного Главнокомандующего вручили новые боевые знамёна, как искупившей свою вину перед Родиной кровью".

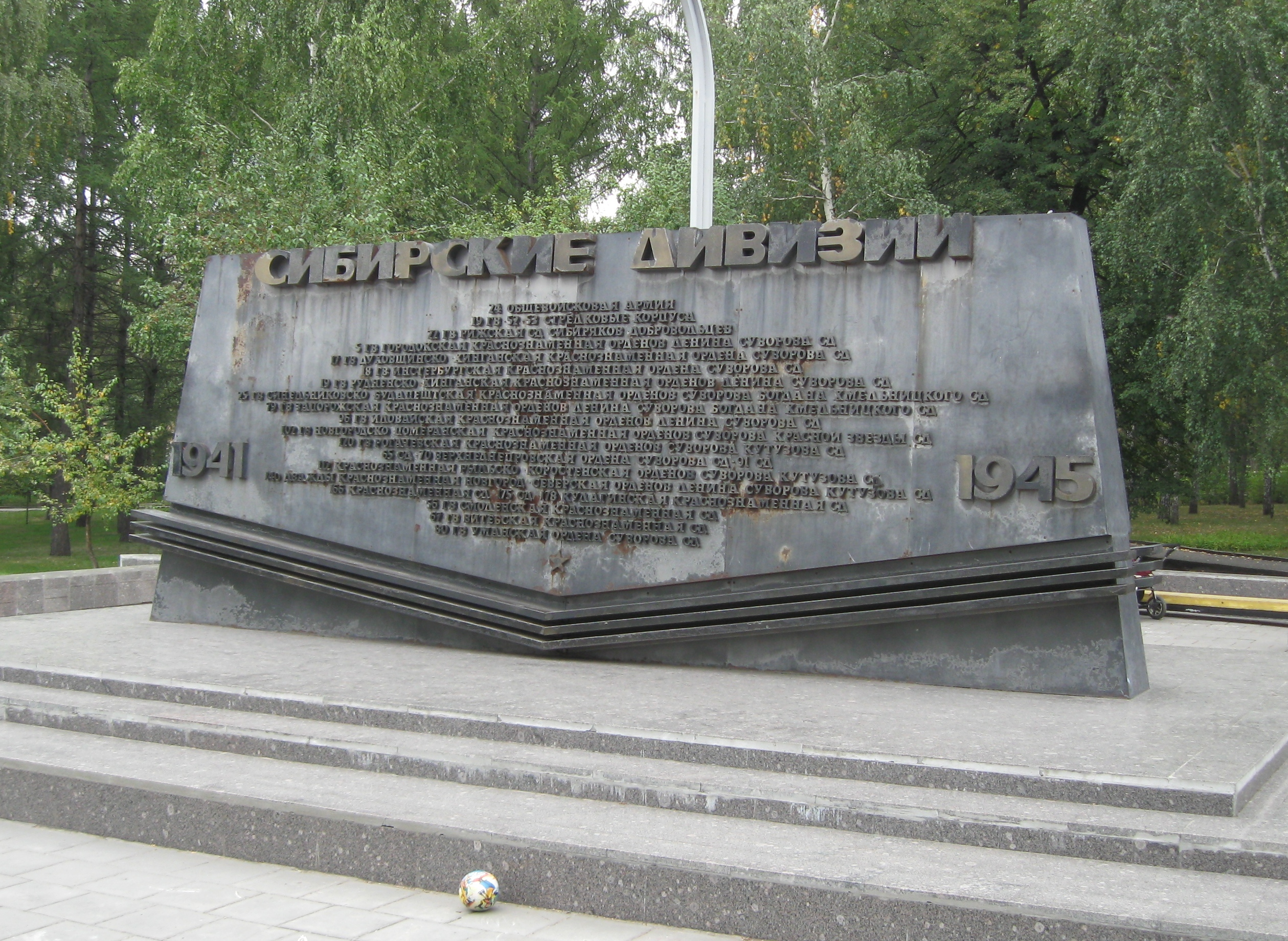
80-я гвардейская стрелковая дивизия
на Монументе Славы в Новосибирске

13 февраля была разгромлена окружённая в Будапеште немецкая группировка, таким образом были созданы предпосылки для усиления основного советского фронта. С 6-го по 15 марта 1945 года используя свои отборные войска немцы предприняли очередное мощное контрнаступление на советские позиции. Натиск врага на своём передовом участке сдерживала 4-я гвардейская армия. За неделю этих отчаянных боёв немцы смогли пройти не более 33 километров, затем наступление врага захлебнулось. Далее 80-я дивизия включилась в общее наступление 20-го корпуса на Секешфехервар, который к этому времени уже вновь был занят немцами. 22 марта 1945 года войсками 4-й гвардейской армии был снова освобождён Секешфехервар, 80-я дивизия приняла участие в окружении данного укреплённого узла. Затем дивизия вступила на территорию Австрии и продвинулась с боями в сторону города Айзенштадта.
13 апреля 1945 года в составе 20-го гв. стр. корпуса заняв Имперский мост внесла большой вклад в освобождение города Вены.
14 апреля 1945 года — венские пригороды Дунафельд и Флоридсдорф, затем перешла в распоряжение коменданта города Вены, для несения внутренней службы.

## Послевоенная история
Вскоре после завершения боевых действий, 16 июня 1945 года дивизия была преобразована в 16-ю гвардейскую механизированную дивизию. Дислоцировалась в Центральной группе войск в Австрии.
Весной 1946 года 16-я гв. мехд была выведена в Туркестанский военный округ в г.Самарканд.
С 25 июня 1957 года — 90-я гвардейская мотострелковая дивизия. В 1960 году получила статус учебной мотострелковой дивизии с сохранением прежнего номера.
Для восстановления преемственности и сохранения боевых традиций подразделений, 19 февраля 1965 года дивизии был возвращён её номер военного времени и она стала именоваться 80-й гвардейской учебной мотострелковой дивизией. Входила в состав 33-го армейского корпуса.
В апреле 1968 года 54-й гвардейский мотострелковый полк (в/ч 52857) был выведен из состава 80-й гв. умсд и включён в состав 203-й мотострелковой Запорожско-Хинганской Краснознамённой ордена Суворова дивизии, дислоцированной под Карагандой в Казахской ССР. Взамен из состава 203-й мсд в состав 80-й гв. умсд был включён 66-й орденов Кутузова и Богдана Хмельницкого мотострелковый полк (в/ч 35748).
В 1970 году, в связи с повторным созданием Среднеазиатского военного округа, 80-я гв. умсд была передислоцирована в пос. Отар Жамбылской области Казахской ССР и стала окружным учебным соединением по подготовке младших специалистов для Сухопутных войск САВО. Для обустройства семей военнослужащих соединения был выстроен посёлок городского типа Гвардейский на удалении 3-х километров от пос. Отар на север.
В 80-е годы, на всём протяжении Афганской войны, 80-я гв. оумсд САВО, вместе с учебными дивизиями ТуркВО обеспечивала потребность ОКСВА в подготовке младших специалистов. Учитывая тяжёлые климатические условия в данной горнопустынной части Казахстана (жаркое лето и холодные зимы с сильными ветрами), военнослужащие проходили необходимую климатическую адаптацию к дальнейшему прохождению службы в условиях Афганистана.
В 1987 году руководством ВС СССР принимается решение о переименовании всех учебных дивизий в учебные центры. 80-я гвардейская учебная мотострелковая дивизия была переименована в 210-й гвардейский окружной учебный центр. Кроме переименования, никаких изменений в организационно-штатной структуре учебных соединений не было.
7 мая 1992 года 210-й гвардейский окружной учебный центр (210-й гв. оуц) перешёл под юрисдикцию Казахстана (см. 80-я гвардейская учебная мотострелковая дивизия).

## Состав на май 1945 года

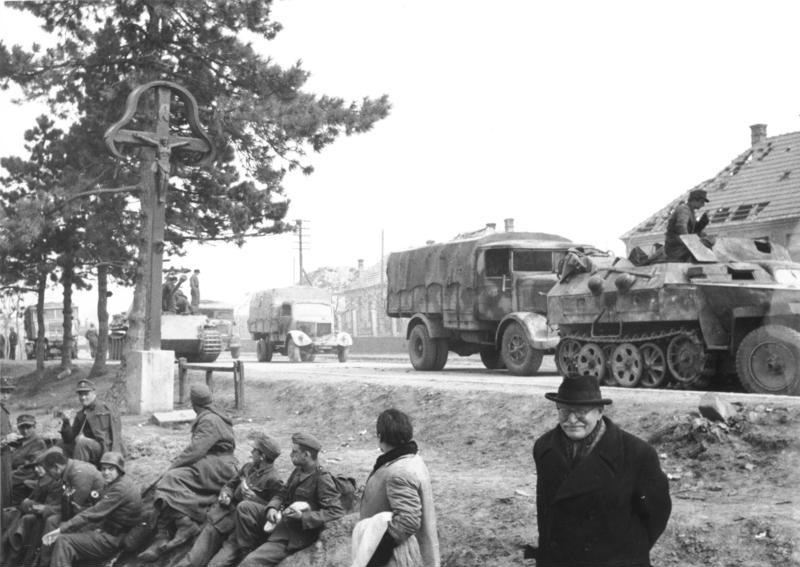
Отступление немцев в Венгрии

- 217-й гвардейский стрелковый Кишинёвский орденов Суворова[8] и Кутузова[9] полк
- 230-й гвардейский стрелковый орденов Суворова[9] и Кутузова[10] полк
- 232-й гвардейский стрелковый Венский орденов Кутузова[9] и Александра Невского[10] полк
- 171-й гвардейский артиллерийский Кишинёвский ордена Богдана Хмельницкого полк
- 603-й стрелковый Сталинградский ордена Ленина Краснознамённый, орденов Суворова, Кутузова полк ? (вошёл в состав дивизии в 1945 г., командир подполковник Морозов)
- 85-й отдельный гвардейский истребительно-противотанковый дивизион
- 82-я отдельная гвардейская разведывательная рота
- 90-й отдельный гвардейский сапёрный батальон
- 112-й отдельный гвардейский батальон связи
- 589-й (81-й) отдельный медико-санитарный батальон
- 79-я отдельная гвардейская рота химической защиты
- 733-я (86-я) автотранспортная рота
- 664-я (83-я) полевая хлебопекарня
- 686-й (77-й) дивизионный ветеринарный лазарет
- 1693-я полевая почтовая станция
- 1063-я полевая касса Государственного банка
- отдельный учебный батальон
- 69-я отдельная штрафная рота
- отдельная зенитная пулемётная рота[11]

## Состав на май 1946 года
В дивизию входили:
- 53-й гвардейский механизированный Кишинёвский орденов Суворова и Кутузова III степени полк
- 54-й гвардейский механизированный ордена Кутузова III степени и Богдана Хмельницкого II степени полк
- 55-й гвардейский механизированный Венский ордена Кутузова III степени и Александра Невского полк
- 127-й гвардейский танковый Ропшинский Краснознамённый ордена Красной Звезды полк
- 13-й тяжёлый танкосамоходный Таллинский Краснознамённый полк
- 171-й гвардейский гаубичный артиллерийский Кишинёвский ордена Богдана Хмельницкого II степени полк
- 166-й миномётный полк
- 2499-й зенитно-артиллерийский Тернопольский полк
- 40-й отдельный учебный танковый батальон
- 20-й отдельный гвардейский миномётный дивизион реактивной артиллерии
- 725-й отдельный автотранспортный батальон
- 85-й гвардейский отдельный истребительно-противотанковый дивизион
- 82-я гвардейская разведывательная рота
- 90-й гвардейский сапёрный батальон
- 112-й гвардейский отдельный батальон связи
- 81-й медико-санитарный батальон
- 79-я гвардейская отдельная рота химзащиты

127-й гвардейский танковый Ропшинский Краснознамённый ордена Красной Звезды полк (127-й гв. тп) был сформирован на основе корпусного 127-го гвардейского отдельного танкового батальона (127-й отб) 21-го гвардейского стрелкового корпуса 4-й гвардейской армии. 127-й отб был создан летом 1945 года на основе расформированного 98-го отдельного танкового Ропшинского Краснознамённого орденов Суворова и Красной Звезды полка (98-й отп), который в свою очередь был создан 20 июня 1943 года на базе 98-й танковой бригады 2-й ударной армии. Все почётные наименования и регалии 127-й гв. тп унаследовал от 98-го отп.

## Награды дивизии
- 19 марта 1944 года — почётное наименование «Уманьская» — присвоено приказом Верховного Главнокомандующего № 061 от 19 марта 1944 года за отличия в ходе Уманско-Ботошанской наступательной операции и при освобождении города Умань;
- 8 апреля 1944 года —  Орден Суворова II степени — награждена указом Президиума Верховного Совета СССР от 8 апреля 1944 года за образцовое выполнение заданий командования при форсировании Днестра, овладение городом и важным железнодорожным узлом Бельцы, выход на государственную границу и проявленные при этом доблесть и мужество.[13]

## Командование

### Командиры

Гвардии полковник В. А. Чижов — командир дивизии

- гвардии генерал-майор Дёмин, Павел Петрович (01.03.1943 — 02.06.1943)
- гвардии генерал-майор Бирюков, Николай Иванович (03.06.1943 — 30.06.1943)
- гвардии полковник, с 29.10.1943 гвардии генерал-майор Яковлев, Алексей Ефимович (30.06.1943 — 10.05.1944)
- гвардии полковник Чижов, Василий Иванович (19.05.1944 — 25.06.1945)
- гвардии генерал-майор Даниловский, Фёдор Семёнович (25.06.1945 — 26.11.1945)
- гвардии генерал-майор Афонин, Павел Иванович (26.11.1945 — 00.03.1947)
- гвардии генерал-майор Белов, Григорий Андреевич (04.04.1947 — 16.09.1949)
- гвардии полковник Носков, Иван Тимофеевич (16.09.1949 — 05.11.1953)
- гвардии генерал-майор танковых войск Чунихин, Николай Петрович (05.11.1953 — 23.07.1954)
- гвардии полковник, с 8.08.1955 гвардии генерал-майор танковых войск Овчаров, Александр Михайлович (23.07.1954 — 21.03.1958)
- гвардии полковник, с 7.05.1960 гвардии генерал-майор Касперович, Иван Николаевич (23.04.1958 — 01.07.1966)
- гвардии полковник, с 25.10.1967 гвардии генерал-майор танковых войск Дунин, Александр Александрович (01.07.1966 — 09.08.1969)[14]

### Начальники штаба
- полковник Камышников, Пётр Иванович (??.01.1944 — до конца войны)[15].
- гвардии генерал-майор Виндушев, Константин Николаевич (??.03.1947 — ??.12.1948)[16]

## Герои Советского Союза — воины дивизии
- Зарянов, Николай Николаевич, командир батальона 230-го гвардейского стрелкового полка, гвардии капитан.
- Приглебов, Алексей Васильевич, командир роты 230-го гвардейского стрелкового полка, гвардии лейтенант.

## Командиры полков в составе дивизии
217-й гвардейский стрелковый Кишинёвский орденов Суворова и Кутузова полк:
- Маркелов, Иван Иванович (27.05.1943 — 05.09.1943), ранен
- Чернявин, Павел Георгиевич (06.09.1943 — 01.12.1943)
- Зверев, Георгий Ефимович (24.05.1944 — 13.11.1944), Герой Советского Союза[17]
- Никулин, Андрей Матвеевич (с 21.12.1944)

230-й гвардейский стрелковый орденов Суворова и Кутузова полк:
- Камышников, Пётр Иванович (01.03.1943 — 24.09.1943)
- Ковалёв, Иван Кузьмич (24.09.1943 — 28.09.1943), погиб
- Батуркин, Михаил Петрович (20.01.1944 — 19.07.1945)
- Морозов, Дмитрий Гаврилович (19.07.1945 — 27.08.1945)
- Хрипко, Дмитрий Иванович (с 27.08.1945)

232-й гвардейский стрелковый Венский орденов Кутузова и Александра Невского полк:
- Шухин, Константин Михайлович (01.03.1943 — 05.06.1943), отстранён
- Зверев, Георгий Ефимович (29.05.1943 — 24.05.1944)
- Маркелов, Иван Иванович (с 24.05.1944)[18]

171-й гвардейский артиллерийский Кишинёвский ордена Богдана Хмельницкого полк
- гвардии майор Жарков, Михаил Васильевич — командир полка (август 1944 — до конца войны)

- Горчаков, Григорий Сергеевич — начальник оперативного отдела, гвардии подполковник.